# سوئداکس
سوئداکس (انگلیسی: Swedex)مخفف دو واژه Swedish Examinations به معناری آزمون زبان سوئدی است که برای تعیین مهارت در این زبان برگزار می‌شود.

سطح بندی این زبان براساس سطوح چارچوب مرجع متداول اروپا برای زبان مانند، B1، A2 وB2 است.

آزمون این زبان در ۲۸ کشور جهان برگزار می‌شود.

## آزمون سوئداکس در ایران
در آذر ماه ۹۳ برای اولین بار آگهی برگزاری این آزمون در ایران از طرف سازمان سنجش منتشر شد.